# 3658 Feldman
3658 Feldman è un asteroide della fascia principale. Scoperto nel 1982, presenta un'orbita caratterizzata da un semiasse maggiore pari a 2,1870358 UA e da un'eccentricità di 0,0640299, inclinata di 4,01380° rispetto all'eclittica.